# Universidad Case de la Reserva Occidental
La Universidad Case de la Reserva Occidental (Case Western Reserve University o CWRU), es una universidad privada ubicada en Cleveland (Ohio, Estados Unidos de América). Fundada en 1826 se unió con el Instituto Tecnológico Case en 1967, fundado en 1881 con los fondos legados por Leonard Case Jr., tras su muerte en 1880. 
Case Western Reserve University está clasificada como R1: Universidad Doctoral con actividad de investigación muy alta. Según la Fundación Nacional de Ciencias, en 2019 la universidad tuvo gastos de investigación (I+D) de $439 millones USD, lo que la ubica en el puesto 20 entre las instituciones privadas que más invierten en investigación científica en los Estados Unidos. Cuenta con ocho escuelas que ofrecen 100 programas de pregrado y alrededor de 160 de posgrado.
Diecisiete premios Nobel son afiliados a su facultad. El experimento de Michelson y Morley se llevó a cabo aquí en 1887, y Albert A. Michelson se convirtió en el primer estadounidense en ganar el Premio Nobel en Ciencias. 
El campus de CWRU está aproximadamente a 5 millas (8 km) al este del centro de Cleveland, un área que contiene muchas instituciones educativas, médicas y culturales incluidos los Hospitales Universitarios, la Clínica Cleveland, el Instituto de Música de Cleveland, el Museo de Arte, el Instituto de Arte de Cleveland, el Museo de Historia Natural y Severance Hall, hogar de la Orquesta de Cleveland, se encuentra en el campus de Case Western Reserve.

## Centros docentes
Tiene ocho facultades y escuelas:
- Colegio de Artes y Ciencias
- Escuela de Medicina Dental
- Escuela Case de Ingeniería
- Facultad de Derecho
- Facultad Weatherhead de Dirección
- Facultad de Medicina
- Escuela de Enfermería Frances Payne Bolton
- Escuela de Ciencia Aplicadas Mandel

## Deportes
Sus equipos deportivos, conocidos como los Espartanos, compiten en la Asociación Atlética Universitaria de la 3.ª división de la NCAA.